# Alzoniella microstoma
Alzoniella microstoma е вид охлюв от семейство Hydrobiidae. Видът е почти застрашен от изчезване.

## Разпространение
Разпространен е в Италия.